# Krukow
Krukow é um município da Alemanha, distrito de Lauenburg, estado de Schleswig-Holstein.